# 貧金属
貧金属（ひんきんぞく、英: poor metal）は、周期表上でPブロック元素内にある金属元素である。したがって、Pブロック金属（英: p-block metals）とも呼ばれる。遷移金属と比べ、一般的に融点や沸点は低く、電気陰性度は高く、軟らかい。金属と非金属の境界に近く、結晶構造は共有結合的な傾向を示し、他の金属元素と比べて一般的に複雑さが増すか、隣り合う原子の数が少なくなる。半金属とは、電気伝導性が非常に高いことと密度が大きいことで区別される。

## 該当しうる元素
「貧金属」という用語は、国際純正・応用化学連合が厳密な定義を与えた用語ではないが、一般的にアルミニウム、ガリウム、インジウム、タリウム、スズ、鉛、ビスマス、ポロニウムを含むとされている。通常は半金属と見なされるゲルマニウムやアンチモンが加えられることもある。原子番号112番から117番のコペルニシウム、フレロビウム、ニホニウム、リバモリウム、テネシンは、未だ化学的性質を決定するのに十分な量が合成されていないが、貧金属の性質を示すようである。

### ポスト遷移金属

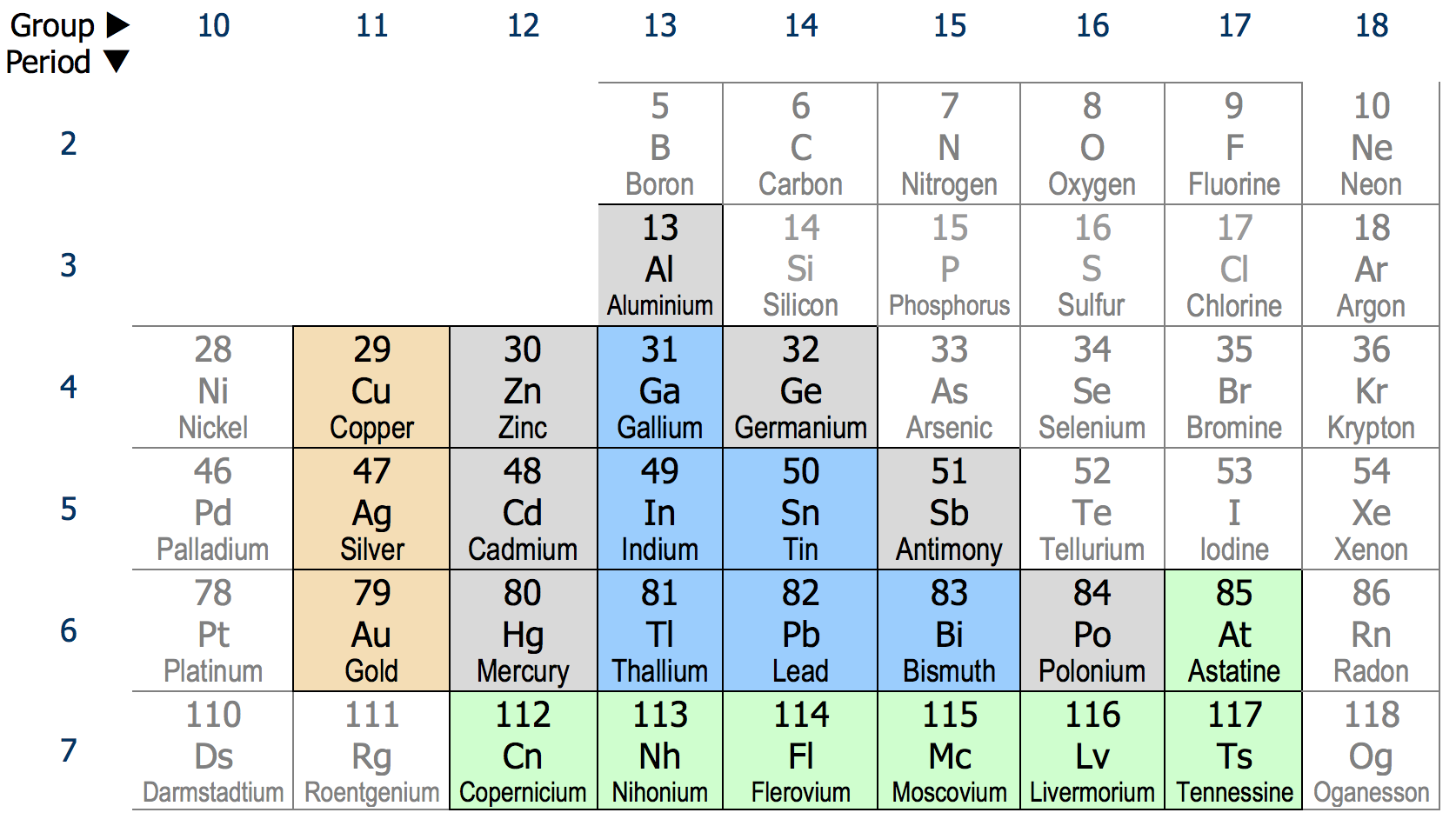
周期表中のポスト遷移金属元素
Masterton、Hurley、Nethらによるポスト遷移金属の分類、6元素（Ga、In、Tl、Sn、Pb、Bi）。
Hurheey、Keiter EA、Keiter RLらによる追加の分類、＋4元素（Al、Ge、Sb、Po）、さらにCoxによる追加の分類、＋3元素（Zn、Cd、Hg）。
Demingによる追加の分類、＋3元素（Cu、Ag、Au）。ただしDemingは Al およびアルカリ金属、アルカリ土類金属を「軽金属（light metal）」に分類している。
ポスト遷移金属に分類されうる元素：At、Cn、Nh、Fl、Mc、Lv、Ts

ポスト（英: Post-）は「～の後に」を意味する接頭辞であるので、ポスト遷移金属元素は「遷移金属の後にある元素」という意味になる。用語としては、一般的に周期表上の第4周期、第5周期、第6周期の遷移金属よりも後の金属に対して用いられるという定義があるが、文献によっては第3周期のアルミニウムを含めるものもあったりするなどあいまいである。
元素がポスト遷移金属に分類されるかどうかは、周期表上で遷移金属がどこで終わるかに依存している。1950年代には、大部分の無機化学の教科書で、ニッケル、パラジウム、白金の第10族で遷移金属が終わり、第11族の銅、銀、金、第12族の亜鉛、カドミウム、水銀を遷移金属から除外して定義している。この意味では第11族、第12族はポスト遷移金属（ここでは卑金属）に含むということになる。
近年はp軌道電子の有無でdブロック元素とは明確な区別が可能だが、それまでの化学的な「金属的性質」に依拠した慣行的な分類は依然として行われている。2003年に行われた教科書と論文の記述の調査では、第11族と第12族について遷移金属に含むものと含まないものがほぼ同じ割合であった。さらに第13族以降のアルミニウム、ゲルマニウム、アンチモンまでもが遷移金属とされることもある。しかしこれらは遷移金属に見られない性質を持ち、ゲルマニウム、アンチモンは一般に半金属に分類され、ポロニウムについても半金属へ分類する文献が多い。
アルミニウムは半金属に分類することもまれである（すなわち卑金属、ポスト遷移金属）。pブロック元素のうち金属的性質をもつものとsブロック元素の金属とまとめて「典型金属」「その他の金属」として分類している文献もある。